# Paul Poupard
Paul Joseph Jean Poupard (Bouzillé, 30. kolovoza 1930.) francuski je prelat Katoličke Crkve koji je kardinal od 1985. godine. Više od 25 godina obnašao je dužnosti u Rimskoj kuriji, obnašao je dužnost predsjednika Papinskog vijeća za kulturu od 1988. do 2007. te kratko bio predsjednik Papinskog vijeća za međureligijski dijalog.
Poupard je rođen u Bouzilléu, Maine-et-Loire. Studirao je u malom sjemeništu u Beaupréau, Sveučilištu u Angersu i École Pratique des Hautes Études na Sorboni (gdje je stekao doktorat iz teologije i povijesti). Pouparda je za svećenika zaredio biskup Stanislas Courbe 18. prosinca 1954. godine.